# تبلور پلیمرها
تبلور پلیمرها (به انگلیسی: Crystallization of polymers) فرایندی است که با ترازبندی نیمه کامل زنجیره‌های مولکولی آنها همراه است. این زنجیره‌ها با هم جمع می‌شوند و مناطق مرتب شده‌ای به نام لاملا (lamellae) را تشکیل می‌دهند که ساختارهای کروی بزرگتری به نام اسفرولیت‌ها (spherulites) را تشکیل می‌دهند. پلیمرها می‌توانند به محض خنک شدن از فرایند ذوب با کشش مکانیکی یا تبخیر حلال متبلور شوند. تبلور بر خصوصیات نوری، مکانیکی، حرارتی و شیمیایی پلیمر تأثیر می‌گذارد. درجه کریستالی با روشهای مختلف تحلیلی تخمین زده می‌شود و به‌طور معمول بین ۱۰ تا ۸۰ درصد است، پلیمرهای متبلور اغلب «نیمه کریستال» نامیده می‌شوند. خواص پلیمرهای نیمه کریستال نه تنها با درجه نیمه کریستالی بودن، بلکه با اندازه و جهت‌گیری زنجیره‌های مولکولی نیز تعیین می‌شود.

## مکانیزم های تبلور

آرایش زنجیره های مولکولی در پلیمرهای آمورف و نیمه بلوری

### جامد شدن از مذاب
پلیمرها از زنجیره‌های طولانی مولکولی تشکیل شده‌اند که مارپیچ های(coils) نامنظم و در هم پیچیده‌ای را در مذاب تشکیل می‌دهند. بعضی از پلیمرها هنگام انجماد چنین ساختار بی نظمی را حفظ کرده و به راحتی به جامدات بی‌شکل تبدیل می‌شوند. در سایر پلیمرها، زنجیره‌ها هنگام انجماد مجدداً مرتب می‌شوند و مناطق مرتب شده با اندازه معمولی ۱ میکرومتر را تشکیل می‌دهند. از نظر انرژی برای زنجیرهای پلیمری تراز موازی بودن مطلوب خواهد بود و درهم آمیختگی مانع چنین ترازی می‌شود؛ بنابراین، در مناطق مرتب شده، زنجیرهای پلیمری هم تراز شده و هم تا می‌شوند؛ بنابراین این مناطق نه بلوری و نه آمورف هستند و به عنوان نیمه کریستال طبقه‌بندی می‌شوند. نمونه‌هایی از پلیمرهای نیمه بلورین عبارتند از: پلی اتیلن خطی (PE)، پلی اتیلن ترفتالات (PET)، پلی تترا فلورواتیلن (PTFE) یا پلی پروپیلن ایزوتاکتیک (PP)

ساختار پلی پروپیلن ایزوتاکتیک.

ساختار پلی پروپیلن آتاکتیک

اینکه پلیمرها می توانند متبلور شوند یا نه به ساختار مولکولی آنها بستگی دارد - وجود زنجیره های مستقیم با گروه های جانبی به‌طور منظم از هم فاصله دارند، تبلور را تسهیل می کند. به عنوان مثال، تبلور در ایزوتاکتیک بسیار ساده تر از شکل پلی پروپیلن آتاکتیک رخ می دهد. پلیمرهای آتاکتیک زمانی متبلور می شوند که گروه های جانبی بسیار کوچک باشند، مانند پلی وینیل و در مورد جایگزین های بزرگ مانند لاستیک یا سیلیکون، متبلور نمی شوند.

#### هسته‌زایی
هسته زایی با نواحی کوچک و به اندازه نانومتر شروع می شود که در نتیجه حرکت حرارتی برخی زنجیره ها یا بخش های آنها به موازات یکدیگر رخ می دهد. اگر حرکت حرارتی نظم مولکولی را از بین ببرد، آن دانه ها می توانند جدا شوند، یا اگر اندازه دانه از مقدار بحرانی خاصی فراتر رود، بیشتر رشد کنند.[4][5]

لاملا در طول تبلور از مذاب تشکیل می شود. فلش جهت گرادیان دما را نشان می دهد.[5

جدا از مکانیسم حرارتی، هسته‌زایی به شدت تحت تأثیر ناخالصی‌ها، رنگ‌ها، نرم‌کننده‌ها، پرکننده‌ها و سایر افزودنی‌ها در پلیمر قرار می‌گیرد. به این هسته زایی ناهمگن نیز گفته می شود. این اثر به خوبی درک نشده و نامنظم است، به‌طوری که یک ماده افزودنی می تواند باعث ایجاد هسته در یک پلیمر شود، اما در پلیمر دیگر نه. بسیاری از عوامل هسته‌زای خوب نمک‌های فلزی، اسیدهای آلی هستند که خود در دمای انجماد، انجماد پلیمری کریستالی هستند.[5]

#### رشد کریستال از مذاب
رشد کریستال با افزودن بیشتر بخش‌های زنجیره پلیمری چین‌خورده حاصل می‌شود و فقط برای دماهای زیر دمای ذوب Tm و بالاتر از دمای انتقال شیشه‌ای Tg رخ می‌دهد. دماهای بالاتر آرایش مولکولی را از بین می برد و در زیر دمای انتقال شیشه ای، حرکت زنجیره های مولکولی منجمد می شود.[6] با این وجود، تبلور ثانویه می تواند حتی کمتر از Tg، در مقیاس زمانی ماه ها و سال ها ادامه یابد. این فرایند بر خواص مکانیکی پلیمرها تأثیر می گذارد و حجم آنها را کاهش می دهد، زیرا زنجیره های پلیمری تراز وسط قرار دارند.
زنجیرها از طریق انواع مختلفی از نیروهای واندروالس برهم کنش دارند. قدرت برهم کنش بستگی به فاصله بین قطعات زنجیره موازی دارد و خواص مکانیکی و حرارتی پلیمر را تعیین می کند.[8]

مدل شماتیک یک اسفرولیت. فلش های سیاه جهت هم ترازی مولکولی را نشان می دهند

رشد نواحی کریستالی ترجیحاً در جهت بزرگترین گرادیان دما رخ می دهد و در بالا و پایین تیغه ها توسط قسمت های چین خورده آمورف در آن سطوح سرکوب می شود. در مورد یک گرادیان قوی، رشد دارای ویژگی دندریتی یک طرفه است.[9] با این حال، اگر توزیع دما همسانگرد و ایستا باشد، لاملاها به صورت شعاعی رشد می‌کنند و توده‌های شبه کروی بزرگ‌تری به نام اسفرولیت‌ها تشکیل می‌دهند. اسفرولیت‌ها اندازه‌ای بین 1 تا 100 میکرومتر دارند[3] و هنگام مشاهده بین قطبش‌کننده‌های متقاطع در میکروسکوپ نوری، طیف وسیعی از الگوهای رنگی را تشکیل می‌دهند (به‌عنوان مثال، تصاویر جلویی)، که اغلب شامل الگوی «صلیب مالت» و دیگر قطبش‌ها می‌شوند. پدیده‌های ناشی از هم‌ترازی مولکولی در لایه‌های منفرد یک اسفرولیت.[2][4][5]

##### تبلور با کشش
مکانیسم فوق تبلور از مذاب را در نظر می گیرد که برای قالب گیری تزریقی اجزای پلاستیکی مهم است. نوع دیگری از کریستالیزاسیون بر اثر اکستروژن مورد استفاده در ساخت الیاف و فیلم ها رخ می دهد.

آرایش زنجیره‌های مولکولی در هنگام تبلور با کشش.[4

در این فرایند، پلیمر با فشار وارد می شود، به عنوان مثال، از نازلی که تنش کششی ایجاد می کند که تا حدی مولکول های آن را هم تراز می کند. چنین هم ترازی را می توان به عنوان تبلور در نظر گرفت و بر خواص مواد تأثیر می گذارد. به عنوان مثال، استحکام فیبر در جهت طولی بسیار افزایش می‌یابد و خواص نوری ناهمسانگردی بزرگی را در امتداد و عمود بر محور فیبر نشان می‌دهد. چنین ناهمسانگردی در حضور پرکننده‌های میله‌ای مانند نانولوله‌های کربنی در مقایسه با پرکننده‌های کروی، بیشتر می‌شود.[10] استحکام پلیمر نه تنها با اکستروژن، بلکه با قالب‌گیری دمشی نیز افزایش می‌یابد که در تولید مخازن پلاستیکی و بطری‌های PET استفاده می‌شود.[8] برخی از پلیمرهایی که از مذاب متبلور نمی شوند، می توانند تا حدی با کشش تراز شوند.[11]
برخی از الاستومرها که در حالت بدون کرنش بی شکل هستند، با کشش، متبلور می شوند.

###### تبلور از محلول
پلیمرها همچنین می توانند از محلول یا بر اثر تبخیر یک حلال متبلور شوند. این فرایند به درجه رقت بستگی دارد: در محلول های رقیق، زنجیره های مولکولی هیچ ارتباطی با یکدیگر ندارند و به صورت یک سیم پیچ پلیمری جداگانه در محلول وجود دارند. افزایش غلظت که می تواند از طریق تبخیر حلال رخ دهد، باعث برهمکنش بین زنجیره های مولکولی و تبلور احتمالی مانند تبلور از مذاب می شود.[12] تبلور از محلول ممکن است منجر به بالاترین درجه بلورینگی پلیمر شود. به عنوان مثال، پلی اتیلن بسیار خطی می تواند هنگامی که از محلول رقیق متبلور می شود، تک بلورهای پلاکت مانندی با ضخامت حدود 10 تا 20 نانومتر ایجاد کند. شکل کریستال می تواند برای سایر پلیمرها، از جمله اهرام توخالی، مارپیچ ها و ساختارهای دندریتیک چند لایه پیچیده تر باشد.[2]
یک فرایند بسیار متفاوت بارش است. از حلالی استفاده می کند که تک تک مونومرها را حل می کند اما پلیمر حاصل را حل نمی کند. وقتی به درجه خاصی از پلیمریزاسیون رسید، محصول پلیمریزه شده و تا حدی متبلور شده از محلول رسوب می کند. سرعت تبلور را می توان با تکنیکی که به‌طور انتخابی کسر محلول را بررسی می کند، مانند رزونانس مغناطیسی هسته ای، نظارت کرد.[12]

#### تبلور محدود
هنگامی که پلیمرها از یک محلول همسانگرد، حجمی از مذاب یا غلیظ متبلور می شوند، لاملا های کریستالی (ضخامت 10 تا 20 نانومتر) معمولاً به شکل یک مورفولوژی کروی سازماندهی می شوند. با این حال، هنگامی که زنجیره های پلیمری در فضایی با ابعاد چند ده نانومتر، قابل مقایسه یا کوچکتر از ضخامت کریستال لایه ای یا شعاع چرخش، محدود می شوند، هسته و رشد می تواند به‌طور چشمگیری تحت تأثیر قرار گیرد. به عنوان مثال، هنگامی که یک پلیمر در یک لایه بسیار نازک محدود متبلور می شود، سازماندهی کروی همسانگرد کریستال های لایه ای مختل می شود و محصور شدن می تواند جهت گیری های کریستالی لایه ای منحصر به فردی ایجاد کند.[13] گاهی اوقات هم ترازی زنجیره ای موازی با صفحه لایه است و کریستال ها به صورت لاملا های «روی لبه» سازماندهی می شوند. در موارد دیگر، لاملا های "در صفحه" با جهت گیری زنجیره ای عمود بر لایه ها مشاهده می شود.
جهت گیری کریستالی منحصر به فرد پلیمرهای محدود، خواص ناهمسانگردی را ایجاد می کند. در یک مثال، بلورهای پلیمری بزرگ و درون صفحه، نفوذپذیری گاز لایه‌های نانولایه را تقریباً 2 مرتبه کاهش می‌دهند.

##### پلیمریزاسیون توپوشیمیایی
پلیمرهای تشکیل شده از طریق پلیمریزاسیون توپوشیمیایی عموماً کریستالی هستند. در بسیاری از موارد، انتقال مونومر به پلیمر با حفظ کریستالینیتی اتفاق می‌افتد. اغلب می توان ساختار بلوری چنین پلیمرهایی و مکانیسم پلیمریزاسیون را از طریق پراش پرتو ایکس تک کریستالی تعیین کرد. از آنجایی که پلیمریزاسیون در شبکه کریستالی بدون کمک حلال ها یا معرف ها اتفاق می افتد، در حوزه شیمی سبز قرار می گیرد.

## درجه تبلور
بخشی از مولکولهای مرتب شده در پلیمر با درجه تبلور مشخص می‌شود که به‌طور معمول بین ۱۰ تا ۸۰ درصد است. مقادیر بالاتر فقط در موادی حاصل می‌شود با مولکول‌های کوچک که معمولاً شکننده هستند یا در نمونه‌هایی که برای مدت طولانی در دمای زیر ذوب ذخیره می‌شوند، روش دوم پرهزینه است و فقط در موارد خاص اعمال می‌شود.
روش‌های ارزیابی درجه تبلور شامل اندازه‌گیری تراکم، کالریمتری اسکن دیفرانسیل (DSC)، پراش اشعه Xو (XRD)، طیف‌سنجی مادون قرمز و تشدید مغناطیسی هسته ای (NMR) است. مقدار اندازه‌گیری شده به روش استفاده شده بستگی دارد، بنابراین به همراه درجه تبلور نقل می‌شود.
| پلیمر                      | درجه تبلور | ρc (تراکم پلیمر کریستالی) | ρa(تراکم پلیمر آمورف) |
| -------------------------- | ---------- | ------------------------- | --------------------- |
| نایلون (PA66 و PA6)        | ۳۵–۴۵      | ۱٫۲۴                      | ۱٫۰۸                  |
| پلی اکسی متیلن (POM)       | ۷۰–۸۰      | ۱٫۵۴                      | ۱٫۲۸                  |
| پلی اتیلن ترفتالات (PET)   | ۳۰–۴۰      | ۱٫۵۰                      | ۱٫۳۳                  |
| پلی تترا فلورواتیلن (PTFE) | ۶۰–۸۰      | ۲٫۳۵                      | ۲٫۰۰                  |
| پلی پروپیلن ایزوتاکتیک     | ۷۰–۸۰      | ۰٫۹۵                      | ۰٫۸۵                  |

## خواص پلیمرهای نیمه‌بلوری

### خواص حرارتی و مکانیکی
در زیر دمای انتقال شیشه(Tg)، پلیمرهای آمورف به دلیل تحرک کم مولکول‌هایشان معمولاً سخت و شکننده هستند. افزایش دما باعث حرکت مولکولی و در نتیجه ایجاد خواص الاستیک می‌شود. یک نیروی ثابت به یک پلیمر در دمای بالاتر از Tg باعث تغییر شکل ویسکوالاستیک، به عنوان مثال، پلیمر شروع به خزش می‌کند. مقاومت در برابر حرارت معمولاً برای پلیمرهای آمورف دقیقاً زیر دمای انتقال شیشه داده می‌شود.
نیروهای بین مولکولی نسبتاً قوی در پلیمرهای نیمه کریستالی از نرم شدن حتی بالاتر از دمای انتقال شیشه جلوگیری می‌کنند. مدول الاستیک آنها فقط در دمای بالا (ذوب) به‌طور قابل توجهی تغییر می‌کند. این امر همچنین به درجه تبلور بستگی دارد: تبلور بالاتر منجر به ماده سخت‌تر و با ثبات حرارتی، بلکه شکننده تر می‌شود، در حالی که مناطق آمورف خاصیت ارتجاعی و ضربه ای دارند. یکی دیگر از ویژگی‌های مشخصه پلیمرهای نیمه کریستالی، ناهمسانگردی قوی خواص مکانیکی آنها در امتداد جهت تراز مولکولی و عمود بر آن است.
بالای دمای انتقال شیشه، زنجیره‌های آمورف در یک پلیمر نیمه کریستال شکل‌پذیر هستند و قادر به تغییر شکل پلاستیک هستند. نواحی کریستالی پلیمر توسط مناطق بی‌شکل به هم پیوند می‌خورند. مولکول‌های گره از جدا شدن فازهای آمورف و کریستالی تحت بار وارد شده جلوگیری می‌کنند. هنگامی که یک تنش کششی اعمال می‌شود، ابتدا پلیمر نیمه بلورین تغییر شکل الاستیک می‌دهد. در حالی که مناطق کریستالی تحت تأثیر تنش اعمال نشده باقی می‌مانند، زنجیره‌های مولکولی فاز آمورف کشیده می‌شوند. سپس انعطاف‌پذیری(yielding)، که نشان دهنده تغییر شکل پلاستیک مناطق بلوری است، رخ می‌دهد.
مکانیسم مولکولی برای انعطاف‌پذیری نیمه کریستال شامل تغییر شکل مناطق کریستالی ماده از طریق حرکت دررفتگی است. دررفتگی‌ها منجر به لغزش‌های درشت یا ظریف در پلیمر می‌شود و منجر به تکه‌تکه شدن و انعطاف می‌شود. لغزش ظریف مانند مقدار کمی لغزش در تعداد زیادی هواپیما اتفاق می‌افتد. برعکس، لغزش درشت مقدار زیادی لغزش در چند هواپیما است. میزان انعطاف‌پذیری با ایجاد دررفتگی و مقاومت آنها در برابر حرکت تعیین می‌شود.
نقص‌های دیگر مانند حفره‌ها در پلیمر نیمه کریستال تحت تنش کششی رخ می‌دهد و می‌تواند باعث تشکیل گردن شود. فضاهای خالی را می‌توان از طریق پراکندگی اشعه ایکس با زاویه کوچک مشاهده کرد. برخلاف شکاف‌ها، این فضاهای خالی تنش‌ها را انتقال نمی‌دهند. . به‌طور قابل توجهی، حفره ای تحت تنش فشاری یا برشی مشاهده نمی‌شود. شواهد نشان می‌دهد که حفره زدن بر شروع انعطاف‌پذیری نیز تأثیر می‌گذارد. حفره‌ها با شکستن فاز آمورف مرتبط هستند. مقاومت فاز بلوری اهمیت کاویتاسیون در بازده را تعیین می‌کند. اگر ساختارهای بلوری ضعیف باشند، به راحتی تغییر شکل می‌دهند و منجر به انعطاف می‌شوند. پلیمرهای نیمه کریستالی با نواحی متبلور قوی در برابر تغییر شکل و ایجاد حفره، تشکیل حفره‌ها در فاز آمورف مقاومت می‌کنند و باعث انعطاف می‌شوند. مانند مواد کریستالی، ذرات را می‌توان به پلیمرهای نیمه کریستالی اضافه کرد تا خصوصیات مکانیکی را تغییر دهد. در مواد کریستالی افزودن ذرات برای جلوگیری از حرکت دررفتگی و تقویت مواد کار می‌کند. با این حال، برای بسیاری از پلیمرهای نیمه کریستال، مواد پرکننده ذرات مواد را ضعیف می‌کنند. پلیمرهای کریستالی پلی پروپیلن و پلی اتیلن تقویت کننده ذرات را نمایش می‌دهند.

## خواص نوری
پلیمرهای کریستالی معمولاً به دلیل پراکندگی نور در مرزهای متعدد بین مناطق بلوری و آمورف، مات هستند. چگالی این مرزها کمتر است و در نتیجه، شفافیت بالاتر است. بلورینگی همچنین بر رنگ آمیزی پلیمرها تأثیر می‌گذارد: رنگ آمیزی پلیمرهای کریستالی دشوارتر از آمورف است زیرا مولکول‌های رنگ با سهولت بیشتری در مناطق آمورف نفوذ می‌کنند.